# Minas de Paredes

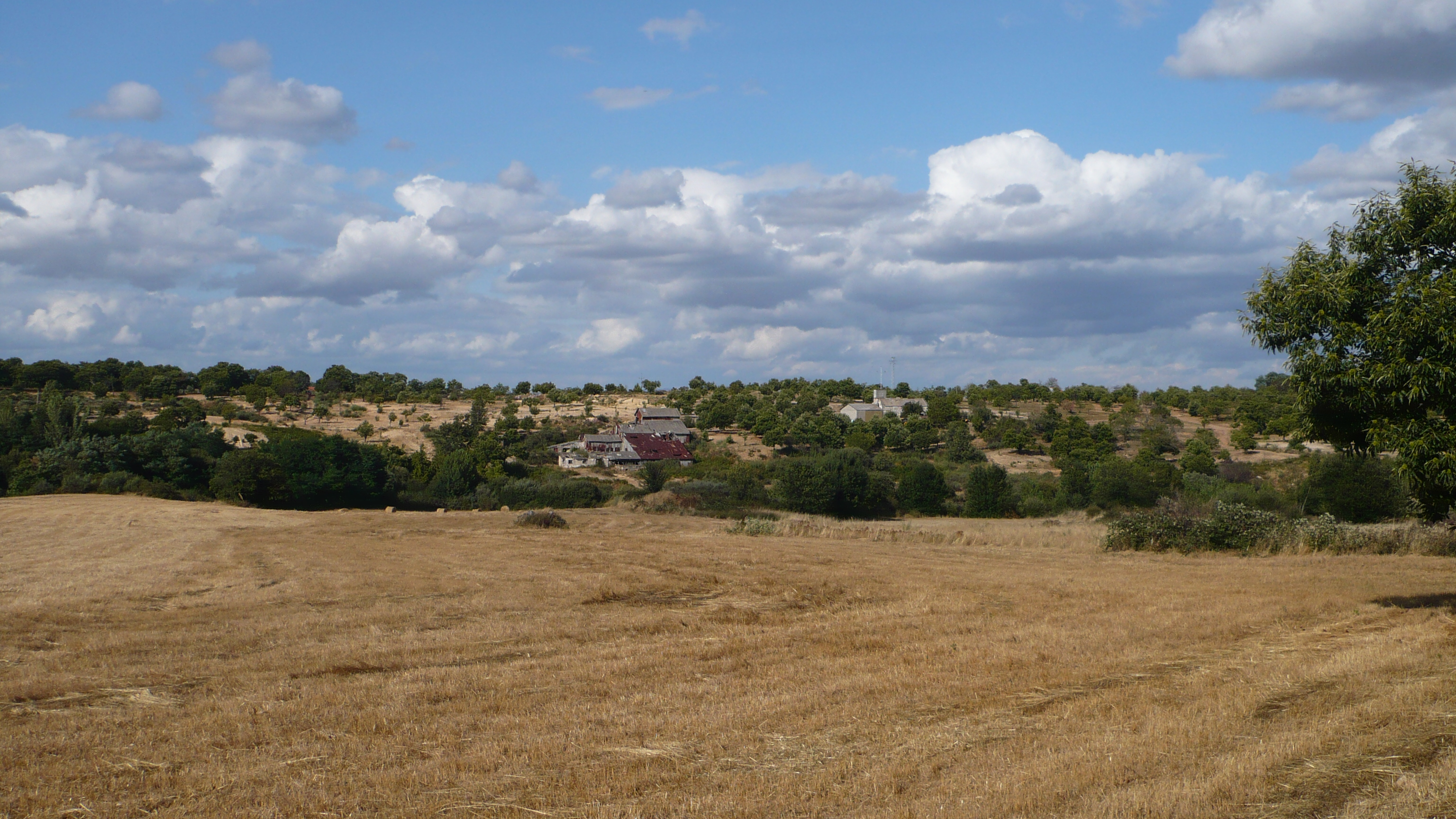
Vista geral das minas de Paredes

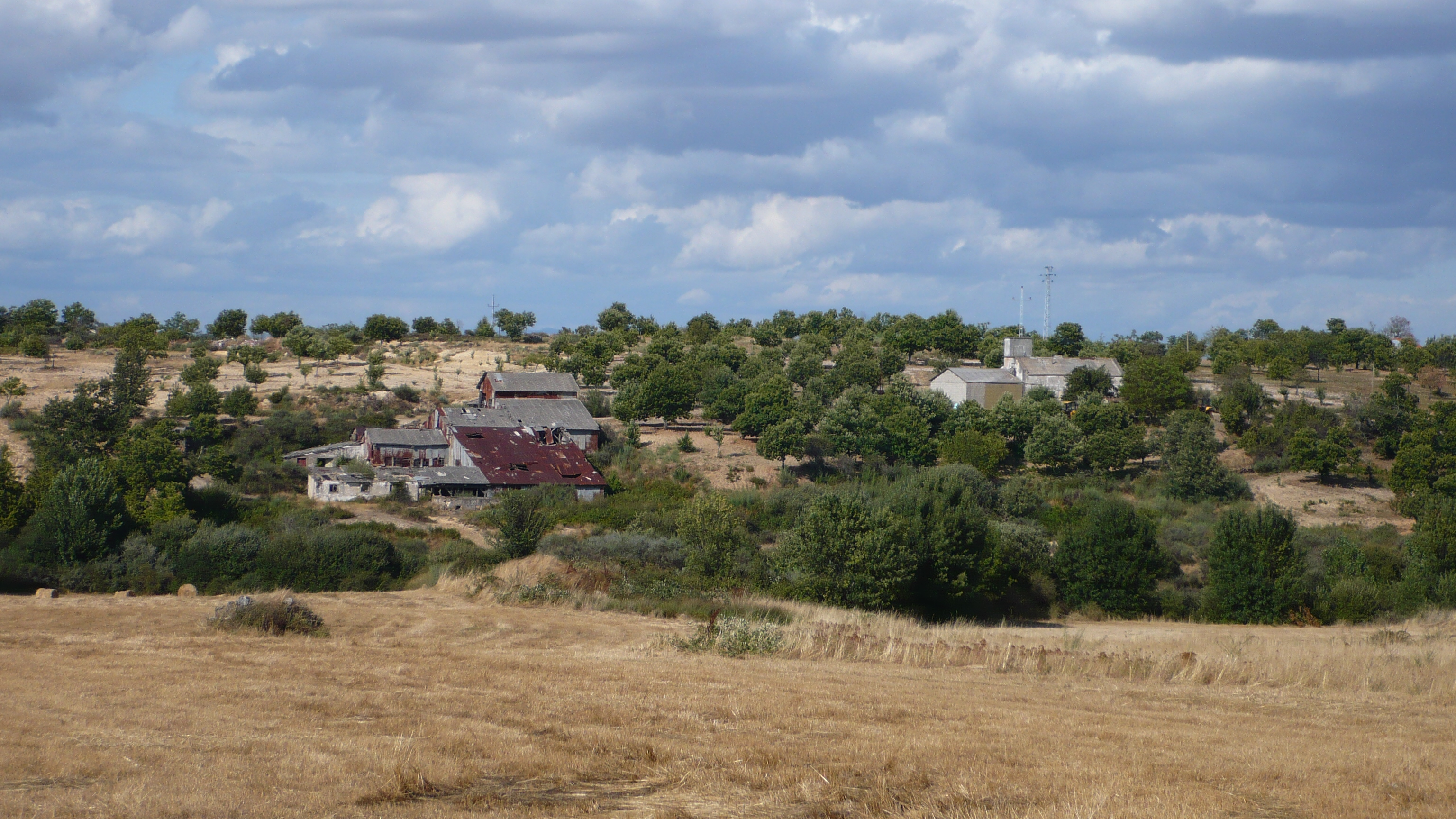
Vista geral das minas de Paredes mais pormenorizada

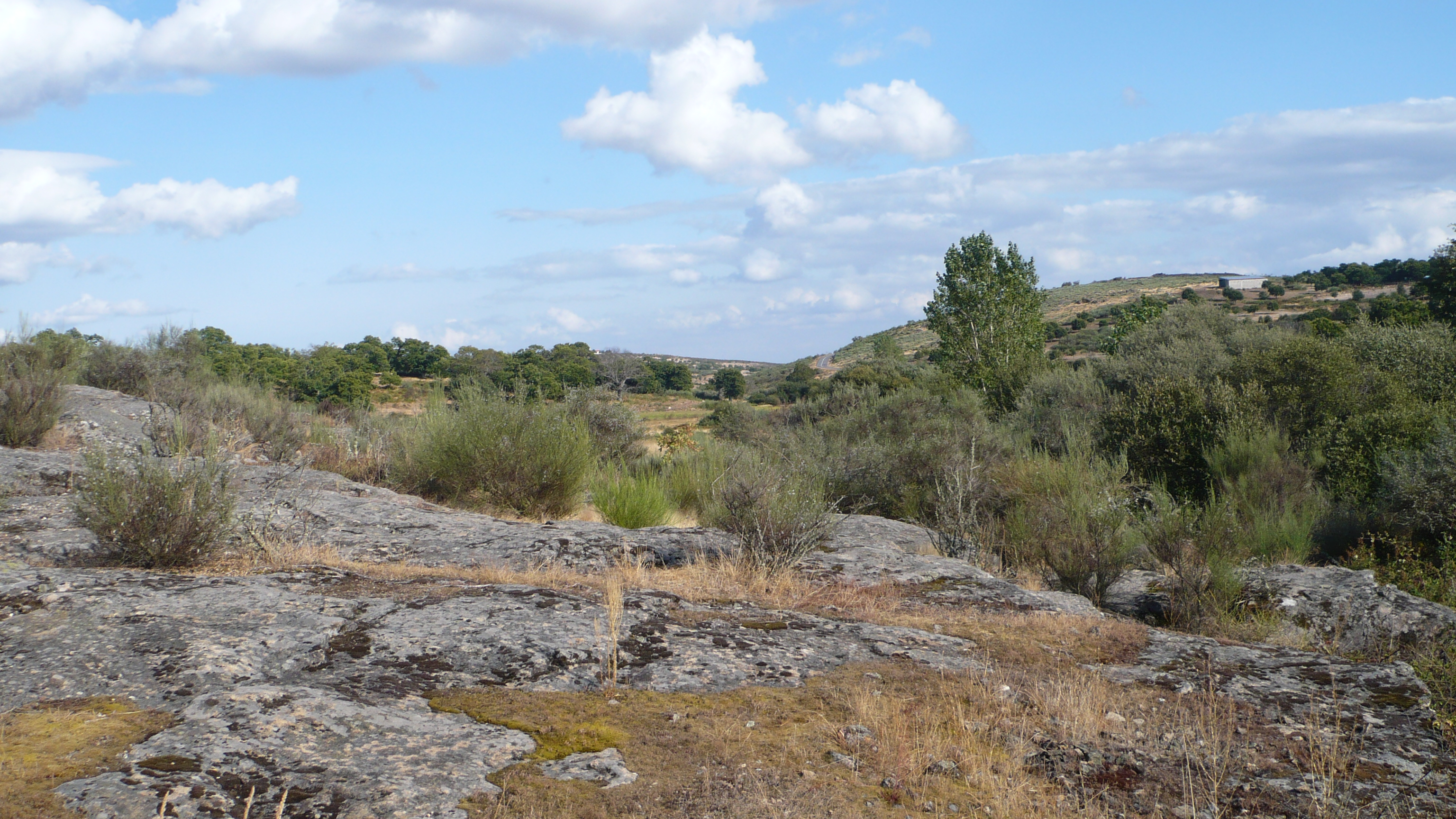
Vista geral perto do riacho das minas de Paredes

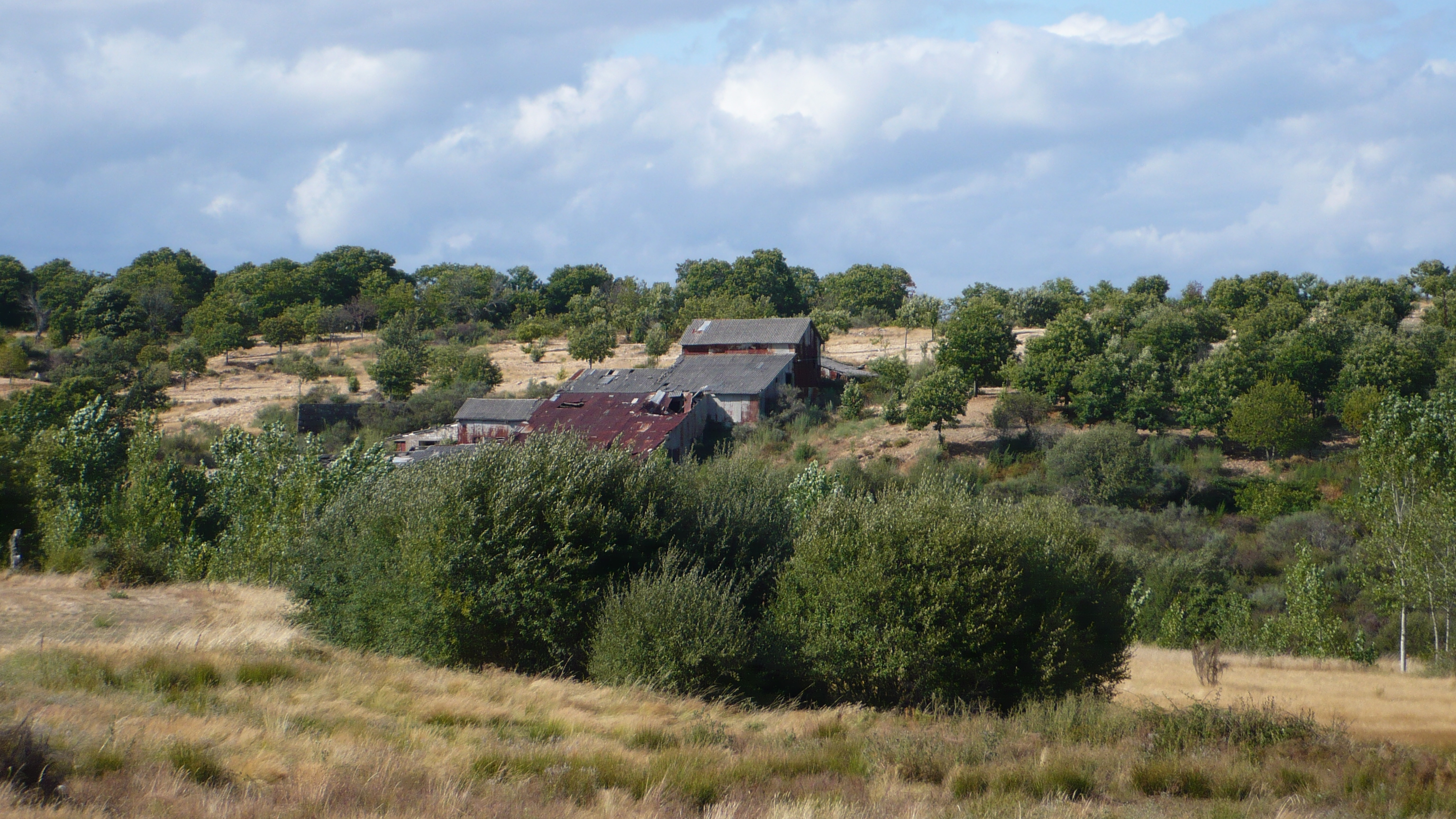
Vista da fábrica

As minas de Paredes são minas desativadas na aldeia de Paredes, no distrito de Bragança, Portugal.

## História
A atividade mineira segundo relato de trabalhadores da mina e parentes de mineiros, deverá ter começado por volta de 1900.
Nesta altura o minério era exportado para o estrangeiro, e talvez seja a maior razão de todos os proprietários (excluindo o de hoje em dia serem estrangeiros.
Ao longo da sua existência as minas foram passando de mão em mão no que diz respeito a proprietários. Inicialmente, lembra o povo, tivemos o Sr. Laporte, seguindo-se o Sr. Jacomi (ambos de origem francesa).
Durante este tempo e até aproximadamente 1940, o quilograma de volfrâmio valia cerca de 4$00 e o de estanho 7$00.
Em paralelo no mercado negro (feito pelas pessoas que roubavam da mina a sucata), o quilograma valia cinco ou seis vezes mais.
Mas por alturas da Segunda Guerra Mundial, precisando a Europa de material para armamento, a actividade mineira registou a sua época áurea.
O incremento do preço do volfrâmio foi deveras notório aumentando quase vinte vezes mais.
Em posse da mina estavam agora o Sr. Laureano e a sua esposa D. Carma, originários de Espanha.
O apogeu tinha terminado, mas a actividade mineira continuava a subsistir, mais uma vez com a chefia francesa o Sr. Filipon.
Não se sabe ao certo por quanto tempo, supõem-se que por mais ou menos dez anos.
Neste role chegava agora mais um Wolk, gerente da firma Société de Fabrication Minérale.
Este tinha um engenheiro inglês de nome Grabtree que aparentava ser mendigo pelo forma de vestir (sempre roto) e porque, diziam as pessoas que ele comia todo o tipo de bichos. Mas o que é facto é que este engenheiro era excepcionalmente inteligente.
Recordam os idosos e os filhos de mineiros com melhor memória, que a actividade mineira cessou por volta de 1975, sendo o dono o Sr. Marcolino.
As minas foram fonte de subsistência para a grande parte da população da aldeia e para centenas de pessoas que para aí migraram na esperança de encontrar com que fazer uma vida melhor.
Após o trabalho laboral, contínuo por turnos, os homens frequentavam as tascas e muitos por la ficavam até de madrugada, gastando o seu dinheiro na batota nuns copitos e donde dificilmente não haveria brigas, e talvez com mulheres (porque diz o povo que havia de tudo).
E as esposas destes mineiros em casa, à luz da candeia e à espera que o marido se dignasse aparecer.
A mina era dividida em partes onde cada uma fazia o que lhe era devido, uns trabalhavam na zona dos fornos que derretiam a altas temperaturas o volfrâmio e o estanho, outros eram os guardas do sítio e havia ainda os chamados "olhadores" que tinham como função ver se alguém levava o que não lhe pertencia.
Os mineiros tinham diferentes tarefas desde picar o solo a carregar as sacas e transportá-las. Andavam vestidos com um fato de corpo inteiro, casacos de oleado e galocha até ao joelho. A protecção é que variava segundo se trabalhasse para a mina ou por conta própria.
Os que trabalhavam por conta própria ou por contrata protegiam a cabeça tradicionalmente com gorras.
Todos estes eram obrigados a levar a mina certa quantidade de minério.
O que é claro é que não levavam à totalidade do minério que encontravam, pois no mercado negro os preços eram mais elevados.
Os que trabalhavam na mina à jeira de sol a sol, chamados pelo proprietário, usavam capacetes de protecção. Quanto ao trabalho das mulheres só há a referir que a sua tarefa dentro da mina era essencialmente a selecção e a lavagem do minério, também podendo carregar as sacas de terra e colocar o minério na mó que o moía com a ajuda de um rodo.
As esposas dos mineiros tinham o seu trabalho que era levar-lhes as refeições segundo o turno que exerciam.
Desses tempos ficaram os nomes dos sítios onde encontravam o minério como por exemplo estes pouco entre tantos. "casa da mocha", "caída" e a galeria do "Zé Carção".
Também os mineiros são lembrados pelos saudosos amigos devido a certa peripécias.

## Atualidade
Atualmente ainda se encontram pedras desses minerais quando se passeia no campo, perto dos antigos poços. O que resta das minas, são alguns edifícios em ruínas que eram utilizados nessa altura, mas principalmente a beleza paisagística que as envolve.
Ultimamente, o barro existente nas Minas de Paredes era utilizado por uma oleira de Pinela, dizendo que era de melhor qualidade do que aquele que se encontrava em Paçó.

## Doença
Muitos mineiros acabaram por contrair a silicose, devido a forte exposição da poeira do minério.

## Cantigas das Minas
Apesar de ser um trabalho muito complicado, trabalhava-se com ânimo e assim ficaram conhecidas as seguintes letras de cantigas:
| “ | Hino ao Mineiro Paredes terra de fama, De Janeiro a Janeiro, Foi no tempo do volfrâmio, Aldeia de muito dinheiro. A mina tinha muitos nomes, Que na altura a gente lhe deu, Foi na casa da mocha, Onde o minério apareceu. Donde saiu muito minério, Nessa época de então, O lugar muito conhecido, A galeria do Zé Carção. Um lugar muito bonito, As "chabolas" e com razão, Não esquecendo p "farruco", Ai, que bela recordação. Vinte e cinco tabernas havia, Nesta aldeia de trabalhos, Comia-se a boa carne, Dos famosos quatro talhos. | ” |

| “ | A mina A mina da nossa aldeia, Muita gente desgraçou, Mas afinal de contas, Muito dinheiro se ganhou. Nos túneis das minas, Os homens vão carregar, Para as mulheres cá fora, Irem o minério lavar. Há homens sempre a cantar, E mulheres sempre a lavar, Pois com cantar e com lavar, Se consegue dinheiro juntar. Chegadas as mulheres, O almoço vão estender, Os homens deixam o trabalho, Que é hora de ir comer. Para o túnel vão os homens, Só eles a escavar, E há uma que vai atrás, Para o minério carregar. Quanto o trabalho era muito, A gente punha-se a cantar, E chegada a hora de partir, Tudo havia que encartar. | ” |

## Galeria

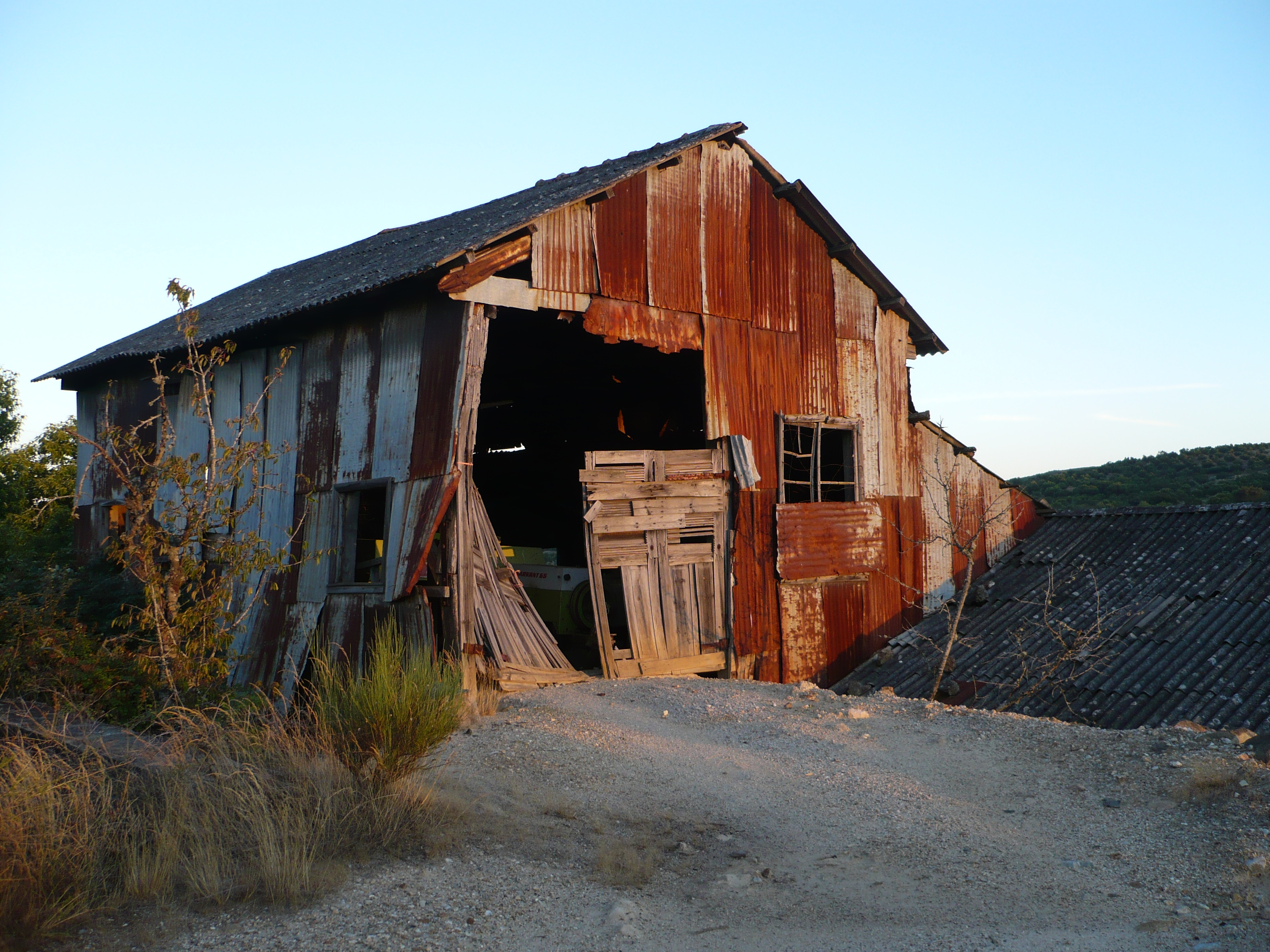
Vista lateral aproximada da fábrica das minas de Paredes em ruínas
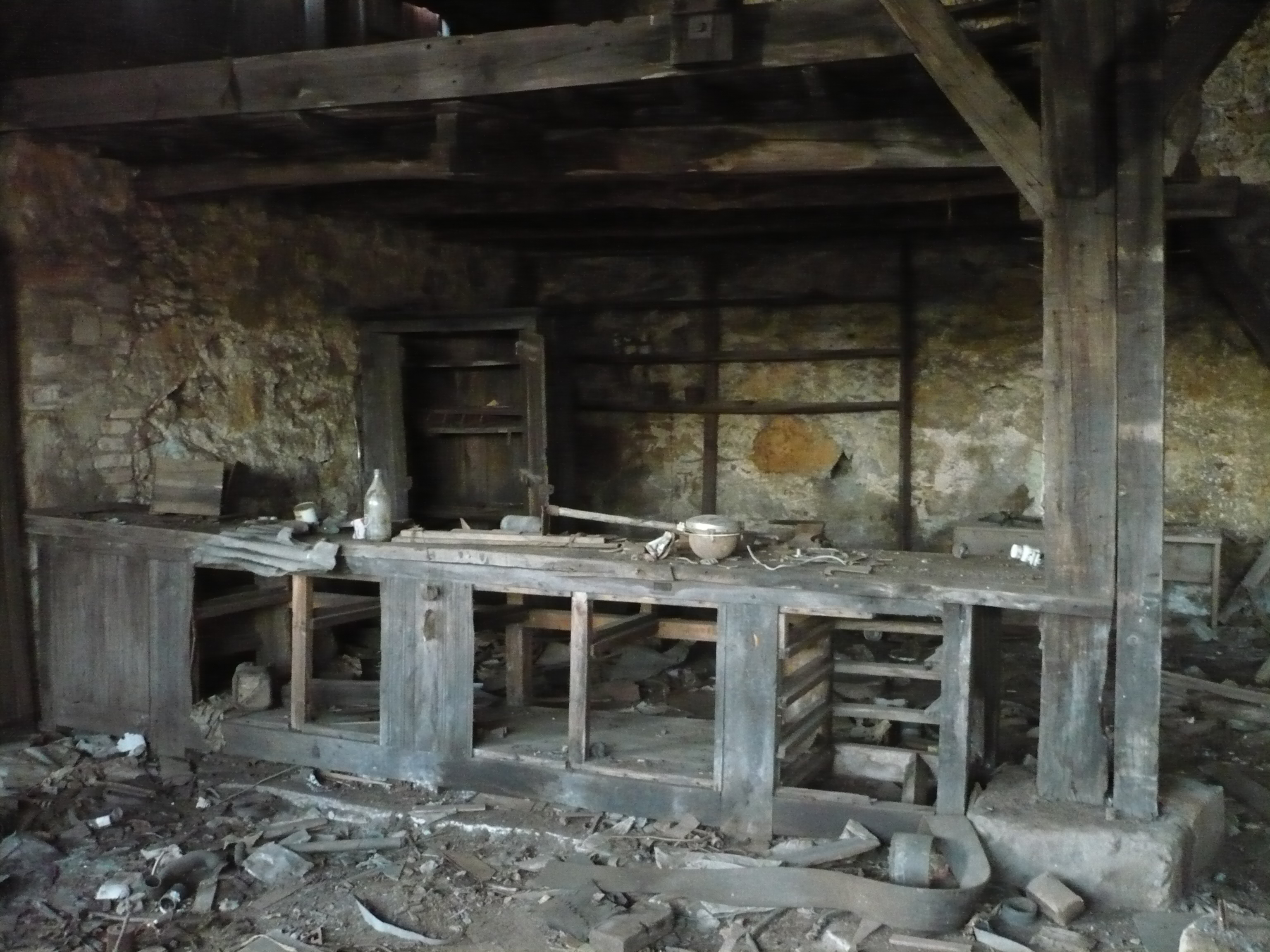
Interior da fábrica da minas de Paredes degradado e vandalizado
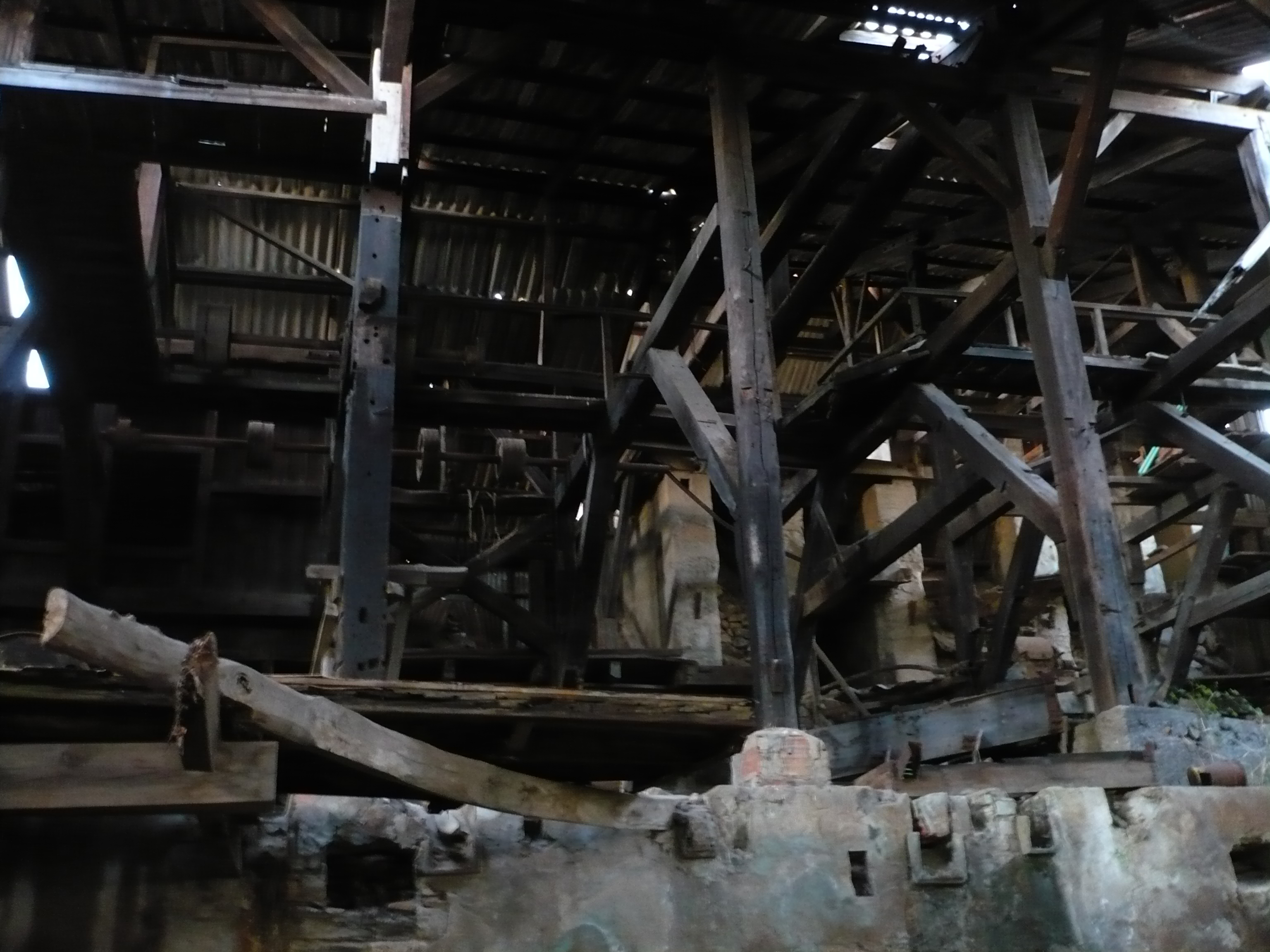
Vista do interior da fábrica do piso de baixo
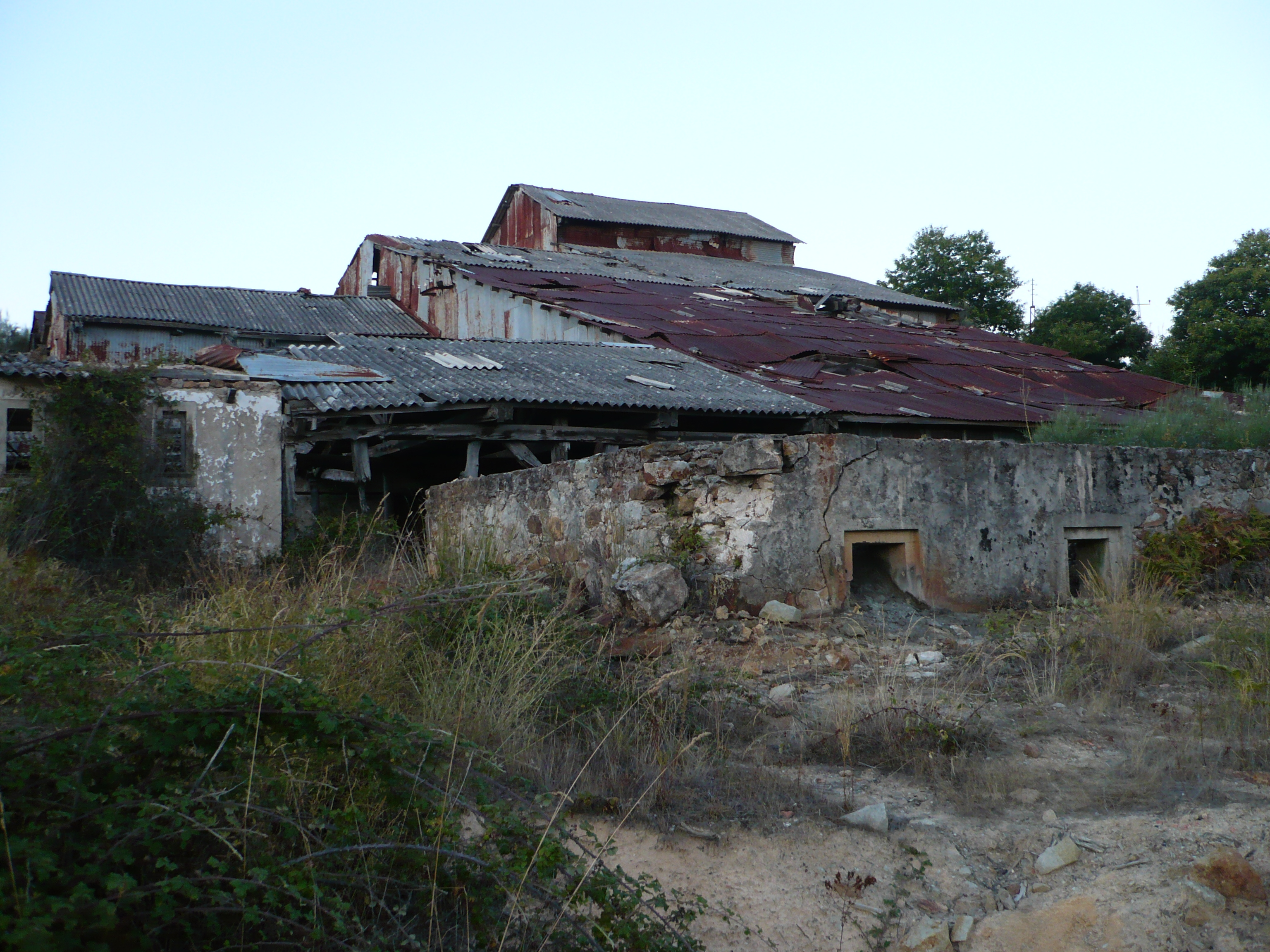
Vista da fábrica das minas de Paredes de traseira